# Gregor MacGregor
Gregor MacGregor (Edimburgo, 24 de dezembro de 1786 - Caracas, 4 de dezembro de 1845) foi um militar, aventureiro e vigarista escocês. Lutou na Guerra de independência da Venezuela, ficou conhecido como ladrão e impostor, por se declarar "Príncipe de Poyais", um país fictício usado para atrair investidores e até mesmo colonos.
Filho do Capitão Daniel MacGregor e de Ann Austin, com 17 anos juntou-se à Marinha Britânica para lutar contra Napoleão Bonaparte. Aos 25 anos ficou sabendo dos movimentos de independência na América do Sul. Junto com Simon Bolivar decidiu lutar pela independência da Venezuela para ser livre da Espanha. Conseguiu o cargo de Coronel logo na chegada em virtude de já ter lutado junto à Inglaterra, sendo promovido a General em 1817, quando já estava casado com uma prima de Bolívar. Em 1820, ele retornou à Grã-Bretanha.
Por muitos é considerado o maior trambiqueiro da história, com sua lábia e astúcia conseguiu enganar muitos ingleses após inventar Poyais, uma monarquia latino-americana com instituições sólidas, economia moderna, um exército respeitável e grandes recursos naturais.  Através de uma campanha publicitária elaborada, ele conseguiu persuadir as pessoas não só para investir as suas poupanças nos títulos de um governo não-existente, mas também emigrar para um país fictício. Assim, viveu durante anos vendendo terras e cargos de Poyais. Após a morte da sua esposa voltou à Venezuela, onde se aposentou com pensão de general. Gregor faleceu no dia 4 de dezembro de 1845, uma quinta-feira, aos 58 anos, em Caracas.